# Heliotropium trichostomum
Heliotropium trichostomum är en strävbladig växtart som beskrevs av Bge. Heliotropium trichostomum ingår i Heliotropsläktet som ingår i familjen strävbladiga växter. Inga underarter finns listade i Catalogue of Life.